# Migrationsöverdomstolen
Migrationsöverdomstolen (MIÖD) är en svensk särskild domstol som är slut- och prejudikatinstans i migrationsrättsliga mål och ärenden. Domstolen är en del av Kammarrätten i Stockholm, och behandlar mål som har överklagats från någon av Sveriges fyra migrationsdomstolar.

## Historik
I samband med att utlänningslagen trädde i kraft den 31 mars 2006 fick Sverige en ny instans- och processordning i utlännings- och medborgarskapsärenden. I och med det inrättades såväl migrationsdomstolarna som Migrationsöverdomstolen som under- och överinstans i migrationsrättsliga ärenden och mål. Innan den nya instans- och processordningen infördes överklagades Migrationsverkets beslut till Utlänningsnämnden. Nämndens beslut gick i sin tur inte att överklaga.

## Instansordning
Migrationsverkets beslut i ett utlännings- eller medborgarskapsärende överklagas med några få undantag till någon av de fyra migrationsdomstolarna. Exempel på sådana undantag är ärenden enligt lagen om mottagande av asylsökande m.fl. (LMA), vilka överklagas till förvaltningsrätten. I sin egenskap av överrätt har Migrationsdomstolen hela landet som domkrets, samt även över Svenska utlandsmyndigheter i sådana ärenden som överklagas till Migrationsdomstolen i Göteborg.
Ett avgörande från någon av de fyra migrationsdomstolarna överklagas i tur till Migrationsöverdomstolen, som är den högsta och sista instansen i sådana mål och ärenden. Migrationsöverdomstolens domar är prejudicerande, vilket innebär att de följs i rättstillämpningen hos Migrationsverket och migrationsdomstolarna. Parterna i processen hos Migrationsöverdomstolen är i regel personen som ärendet eller målet berör samt Migrationsverket, i vissa fall kan även Polismyndigheten vara part. Migrationsöverdomstolens vägledande avgöranden publiceras på domstolens hemsida och ges där en beteckning (enligt modellen MIG (årtal:löpnummer)).
Migrationsöverdomstolens avgöranden kan, i och med att domstolen är högsta instans, inte överklagas. Dock kan särskilda rättsmedel, så som resning, komma ifråga, om förutsättningarna för det är uppfyllda. En enskild kan, efter ett avgörande i Migrationsöverdomstolen, även välja att driva klagan till Europadomstolen.

### Prövningstillstånd
För att Migrationsöverdomstolen ska ta upp ett mål eller ärende till prövning krävs det ett prövningstillstånd. Domstolen får in ett stort antal ansökningar om prövningstillstånd varje år, men det är endast i ett mycket begränsat urval av dessa mål som det meddelas prövningstillstånd. Domstolen kan endast bevilja prövningstillstånd om ett avgörande är viktigt för ledningen av rättstillämpningen, det vill säga att det behövs ett prejudikat på området, så kallade prejudikatfall. Prövningstillstånd kan även beviljas om det finns synnerliga skäl att pröva överklagandet i sak, så kallade extraordinära fall. Synnerliga skäl kan som exempel föreligga om underrätten har begått ett allvarligt fel i sin handläggning av målet eller ärendet.  I samband med den nya och till en början provisoriska lagstiftning som infördes efter flyktingkrisen 2015 har ett antal jurister efterlyst flera prejudicerande domar från Migrationsöverdomstolen som vägledning för migrationsdomstolarna när lagarna var svårtolkade.
Det saknas med andra ord möjlighet att få prövningstillstånd för så kallad ändringsdispens. Det vill säga för att ändra en dom som är materiellt felaktig, eller för att ta ett mål till prövning för att utgången skulle ha kunnat bli annorlunda.
Om Migrationsöverdomstolen beviljar prövningstillstånd kommer domstolen att ta upp målet för prövning i sak och sedan meddela dom i målet. För det fall att Migrationsöverdomstolen beslutar att inte bevilja prövningstillstånd så har domstolen inte gjort en prövning av målet i sak, utan endast en formell prövning. Om inget prövningstillstånd beviljas, vinner det överklagade avgörandet laga kraft.

### LSU-mål
Förutom att verka som högsta instans i ordinarie utlännings- och medborgarskapsärenden, är Migrationsöverdomstolen även rådgivande instans till regering i ärenden enligt lagen om särskild utlänningskontroll (LSU). Domstolen är även, i vissa särskilda frågor enligt den lagen, högsta instans.
Efter att ett ärende om utvisning enligt lagen om särskild utlänningskontroll har initierats av Säkerhetspolisen avgörs ärendet i första instans av Migrationsverket.  Ett sådant beslut av Migrationsverket kan sedan överklagas till regeringen, innan dess att regeringen påbörjar sin handläggning av ärendet ska det dock överlämnas till Migrationsöverdomstolen. Domstolen ska sedan yttra sig över ärendet innan det lämnas vidare till regeringen. När målet handläggs av Migrationsdomstolen är såväl Säkerhetspolisen som Migrationsverket parter. Regeringen är bunden av domstolens bedömning, om domstolen kommit fram till att det föreligger risk för att personen ifråga kommer att utsättas för behandling som bryter mot principen om non-refoulement vid ett utvisande. Personen ifråga kan då alltså inte utvisas innan förhållandena i landet den ska utvisas till har förbättrats, regeringen kan då istället fatta beslut om att inhibera verkställigheten av utvisningen. Regeringen kan även fatta beslut om anmälningsplikt samt vissa tvångsåtgärder, så som hemlig telefonavlyssning.

## Verksamhet
Migrationsöverdomstolen är en särskild domstol som har är förlagd till Kammarrätten i Stockholm. Domstolens organisation liknar därför i allt väsentligt den som finns hos kammarrätten och verksamhet styrs i huvudsak av förvaltningsprocesslagen och utläninngslagen. Det innebär bland annat att förfarandet vid domstolen i huvudsak är skriftligt, men att det om det behövs kan kompletteras med muntlig förhandling. I migrationsöverdomstolen finns inga nämndemän, domstolen fattar därför normalt beslut med tre lagfarna domare. I mål av stor principiell betydelse fattas beslut dock av sju lagfarna domare, där kammarrättspresidenten eller en kammarrättslagman är rättens ordförande.
Sedan inrättandet har Migrationsdomstolen fått en allt högre arbetsbörda, antalet överklaganden till domstolen har ökat från några tusen år 2006 till runt 20 000 mål 2019.